# Piłka ręczna na Letnich Igrzyskach Olimpijskich 1936
Turniej piłki ręcznej (a właściwie piłki ręcznej na trawie) podczas Letnich igrzysk olimpijskich w roku 1936 został rozegrany po raz pierwszy w historii.
Do turnieju zgłosiło się 6 męskich zespołów, które zostały podzielone na dwie grupy (A i B). W grupach rywalizowano systemem każdy z każdym. Dwie pierwsze drużyny z każdej grupy awansowały do finału, natomiast drużyny z trzecich miejsc rozegrały mecz o miejsce piąte. Mecze były rozgrywane na otwartych stadionach, a arenami zmagań były BSV-Platz, Polizeistadion i Stadion Olimpijski. Pierwszym mistrzem olimpijskim została drużyna Niemiec (III Rzeszy).

## Reprezentacje
Udział wzięło 107 piłkarzy ręcznych z 6 państw:

- Austria – 22 zawodników.
- III Rzesza – 22 zawodników.
- Rumunia – 15 zawodników (z 20 wszystkich zawodników)
- Stany Zjednoczone – 13 zawodników (z 14 wszystkich zawodników)
- Szwajcaria – 17 zawodników (z 18 wszystkich zawodników)
- Węgry – 16 zawodników (z 21 wszystkich zawodników)

## Faza grupowa

### Grupa A
| Drużyna           | M | Mecze | Mecze | Mecze | Bramki | Bramki | Bramki | Pkt | Uwagi |
| Drużyna           | M | W     | R     | P     | +      | -      | +/-    | Pkt | Uwagi |
| ----------------- | - | ----- | ----- | ----- | ------ | ------ | ------ | --- | ----- |
| III Rzesza        | 3 | 2     | 0     | 0     | 51     | 1      | +50    | 4   |       |
| Węgry             | 3 | 1     | 0     | 1     | 7      | 25     | -18    | 2   |       |
| Stany Zjednoczone | 3 | 0     | 0     | 2     | 3      | 36     | -33    | 0   |       |

Wyniki
| 6 sierpnia 193617:15 CET | III Rzesza | 22:0(14:0) | Węgry | Police Stadium Sędzia: H.Wessley E.Karge W.Scheibel |
| 6 sierpnia 193617:15 CET |            | 22:0(14:0) |       | Police Stadium Sędzia: H.Wessley E.Karge W.Scheibel |

| 7 sierpnia 193617:20 CET | Węgry | 7:2(4:1) | Stany Zjednoczone | Police Stadium Sędzia: H.Urech R.Hütter K.Wittschuß |
| 7 sierpnia 193617:20 CET |       | 7:2(4:1) |                   | Police Stadium Sędzia: H.Urech R.Hütter K.Wittschuß |

| 8 sierpnia 193617:15 CET | III Rzesza | 29:1(17:0) | Stany Zjednoczone | Police Stadium Sędzia: A.Schwab E.Karge W.Scheibel |
| 8 sierpnia 193617:15 CET |            | 29:1(17:0) |                   | Police Stadium Sędzia: A.Schwab E.Karge W.Scheibel |

### Grupa B
| Drużyna    | M | Mecze | Mecze | Mecze | Bramki | Bramki | Bramki | Pkt | Uwagi |
| Drużyna    | M | W     | R     | P     | +      | -      | +/-    | Pkt | Uwagi |
| ---------- | - | ----- | ----- | ----- | ------ | ------ | ------ | --- | ----- |
| Austria    | 3 | 2     | 0     | 0     | 32     | 6      | +26    | 4   |       |
| Szwajcaria | 3 | 1     | 0     | 1     | 11     | 20     | -9     | 2   |       |
| Rumunia    | 3 | 0     | 0     | 2     | 9      | 26     | -17    | 0   |       |

Wyniki
| 6 sierpnia 193617:15 CET | Austria | 18:3(5:1) | Rumunia | BSV Field Sędzia: H.Stühmer M.Ackermann G.Weiland |
| 6 sierpnia 193617:15 CET |         | 18:3(5:1) |         | BSV Field Sędzia: H.Stühmer M.Ackermann G.Weiland |

| 7 sierpnia 193617:15 CET | Szwajcaria | 8:6(5:2) | Rumunia | BSV Field Sędzia: L.Kovács H.Frank W.Grosse |
| 7 sierpnia 193617:15 CET |            | 8:6(5:2) |         | BSV Field Sędzia: L.Kovács H.Frank W.Grosse |

| 8 sierpnia 193617:15 CET | Austria | 14:3(8:2) | Szwajcaria | BSV Field Sędzia: H.Schwinietrki H.Immel G.Weiland |
| 8 sierpnia 193617:15 CET |         | 14:3(8:2) |            | BSV Field Sędzia: H.Schwinietrki H.Immel G.Weiland |

### Mecz o 5. miejsce
| 10 sierpnia 193611:00 CET | Rumunia | 10:3(4:0) | Stany Zjednoczone | BSV Field Sędzia: M.Ackermann E.Lindner G.Heide |
| 10 sierpnia 193611:00 CET |         | 10:3(4:0) |                   | BSV Field Sędzia: M.Ackermann E.Lindner G.Heide |

### Grupa Finałowa
| Drużyna    | M | Mecze | Mecze | Mecze | Bramki | Bramki | Bramki | Pkt | Uwagi |
| Drużyna    | M | W     | R     | P     | +      | -      | +/-    | Pkt | Uwagi |
| ---------- | - | ----- | ----- | ----- | ------ | ------ | ------ | --- | ----- |
| III Rzesza | 3 | 3     | 0     | 0     | 45     | 18     | +27    | 6   |       |
| Austria    | 3 | 2     | 0     | 1     | 28     | 23     | +5     | 4   |       |
| Szwajcaria | 3 | 1     | 0     | 2     | 22     | 32     | -10    | 2   |       |
| Węgry      | 3 | 0     | 0     | 3     | 18     | 40     | -22    | 0   |       |

Wyniki
| 10 sierpnia 193616:00 CET | III Rzesza | 19:6(11:3) | Węgry | Police Stadium Sędzia: A.Schwab H.Urech G.Weiland |
| 10 sierpnia 193616:00 CET |            | 19:6(11:3) |       | Police Stadium Sędzia: A.Schwab H.Urech G.Weiland |

| 10 sierpnia 193616:50 CET | Austria | 11:6(6:3) | Szwajcaria | Police Stadium Sędzia: A.Müller W.Schellenberger K.Schultz |
| 10 sierpnia 193616:50 CET |         | 11:6(6:3) |            | Police Stadium Sędzia: A.Müller W.Schellenberger K.Schultz |

| 12 sierpnia 193615:00 CET | Austria | 11:7(5:2) | Węgry | Police Stadium Sędzia: M.Ackermann H.Urech A.Müller |
| 12 sierpnia 193615:00 CET |         | 11:7(5:2) |       | Police Stadium Sędzia: M.Ackermann H.Urech A.Müller |

| 12 sierpnia 193616:50 CET | III Rzesza | 16:6(9:3) | Szwajcaria | Police Stadium Sędzia: H.Wessely E.Kovács H.Schwinietzki |
| 12 sierpnia 193616:50 CET |            | 16:6(9:3) |            | Police Stadium Sędzia: H.Wessely E.Kovács H.Schwinietzki |

### Mecz o 3. miejsce
| 14 sierpnia 193615:00 CET | Szwajcaria | 10:5(7:2) | Węgry | Police Stadium Sędzia: H.Stühmer E.Karge W.Scheibel |
| 14 sierpnia 193615:00 CET |            | 10:5(7:2) |       | Police Stadium Sędzia: H.Stühmer E.Karge W.Scheibel |

### Finał
| 14 sierpnia 193616:50 CET | III Rzesza | 10:6(5:3) | Austria | Police Stadium Sędzia: H.Urech E.Keitz H.Schwinietzki |
| 14 sierpnia 193616:50 CET |            | 10:6(5:3) |         | Police Stadium Sędzia: H.Urech E.Keitz H.Schwinietzki |

## Zestawienie końcowe drużyn
| Poz. | Drużyna           |
| ---- | ----------------- |
|      | III Rzesza        |
|      | Austria           |
|      | Szwajcaria        |
| 4    | Węgry             |
| 5    | Rumunia           |
| 6    | Stany Zjednoczone |

## Medaliści
| III Rzesza Willy Bandholz · Wilhelm Baumann · Helmut Berthold · Helmut Braselmann · Wilhelm Brinkmann · Georg Dascher · Kurt Dossin · Fritz Fromm · Hermann Hansen · Erich Herrmann · Heinrich Keimig · Hans Keiter · Alfred Klingler · Arthur Knautz · Heinz Körvers · Karl Kreutzberg · Wilhelm Müller · Günther Ortmann · Edgar Reinhardt · Fritz Spengler · Rudolf Stahl · Hans Theilig | Austria Franz Bartl · Franz Berghammer · Franz Bistricky · Franz Brunner · Hans Houschka · Emil Juracka · Ferdinand Kiefler · Josef Krejci · Otto Licha · Friedrich Maurer · Anton Perwein · Siegfried Powolny · Siegfried Purner · Walter Reisp · Alfred Schmalzer · Alois Schnabel · Ludwig Schuberth · Johann Tauscher · Jaroslav Volak · Leopold Wohlrab · Friedrich Wurmböck · Hans Zehetner | Szwajcaria Max Bloesch · Rolf Fäs · Burkhard Gantenbein · Willy Gysi · Erland Herkenrath · Ernst Hufschmid · Willy Hufschmid · Werner Meyer · Georg Mischon · Willy Schäfer · Werner Scheurmann · Edy Schmid · Erich Schmitt · Eugen Seiterle · Max Streib · Robert Studer · Rudolf Wirz |

## Składy drużyn z miejsc 4–6
| 4 | WęgryAntal Benda · Sándor Cséfai · Ferenc Cziráki · Miklós Fodor · Lőrinc Galgóczi · János Koppány · Lajos Kutasi · Tibor Máté · Imre Páli · Ferenc Rákosi · Endre Salgó · István Serényi · Sándor Szomori · Gyula Takács · Antal Újváry · Ferenc Velkey |
| 5 | RumuniaTrener: Hans Schuschnig · Péter Fecsi · Karl Haffer · Fritz Haffer · Fritz Halmen · Willi Heidel · Hans Hermannstädter · Hans Georg Herzog · Alfred Höchsmann · Bruno Holzträger · Wilhelm Kirschner · Günther Schorsten · Robert Speck · Willi Zacharias · Hans Zikeli · Ștefan Zoller Dragan Comanescu · Fritz Kasemiresch · Stippi Orendi · Oki Sonntag |
| 6 | Stany ZjednoczoneWilliam Ahlemeyer · Walter Bowden · Charles Dauner · Edward Hagen · Joseph Kaylor · Fred Leinweber · Henry Oehler · Otto Oehler · Herbert Oehmichen · Willy Renz · Alfred Rosesco · Edmund Schallenberg · Gerard YantzPhilip Schupp |